# Javi Hernández (calciatore 1998)
Javier Hernández Carrera, meglio noto come Javi Hernández (Jerez de la Frontera, 2 maggio 1998), è un calciatore spagnolo, difensore dell'Al-Arabi, in prestito dal Leganés.

## Caratteristiche tecniche
È un terzino sinistro.

## Carriera
Cresciuto nel settore giovanile del Real Madrid, inizia la propria carriera professionistica in prestito all'El Ejido, dove colleziona 33 presenze e mette a segno due reti nella stagione 2017-2018 di Segunda División B; l'anno seguente viene ceduto in prestito al Real Oviedo in Segunda División dove si ritaglia un ruolo da titolare sulla corsia mancina; nella stagione 2019-2020 viene impiegato nel Castilla in terza divisione, ed il 28 settembre 2020 viene ceduto a titolo definitivo al Leganés.
Il 19 giugno 2022 viene ceduto in prestito al Girona.
Il 5 luglio 2023 viene ceduto in prestito al Cadice.

## Statistiche
Statistiche aggiornate al 14 marzo 2021.

### Presenze e reti nei club
| Stagione        | Squadra          | Campionato      | Campionato | Campionato | Coppe nazionali | Coppe nazionali | Coppe nazionali | Coppe continentali | Coppe continentali | Coppe continentali | Altre coppe | Altre coppe | Altre coppe | Totale | Totale | Totale |
| Stagione        | Squadra          | Comp            | Pres       | Reti       | Comp            | Pres            | Reti            | Comp               | Pres               | Reti               | Comp        | Pres        | Reti        | Pres   | Reti   |        |
| --------------- | ---------------- | --------------- | ---------- | ---------- | --------------- | --------------- | --------------- | ------------------ | ------------------ | ------------------ | ----------- | ----------- | ----------- | ------ | ------ | ------ |
| 2017-2018       | El Ejido         | SDB             | 33         | 2          | CR              | 0               | 0               |                    | -                  | -                  |             | -           | -           | 33     | 2      |        |
| 2018-2019       | Real Oviedo B    | SDB             | 5          | 1          |                 | -               | -               |                    | -                  | -                  |             | -           | -           | 5      | 1      |        |
| 2018-2019       | Real Oviedo      | SD              | 25         | 1          | CR              | 1               | 0               |                    | -                  | -                  |             | -           | -           | 26     | 1      |        |
| 2019-2020       | Real M. Castilla | SDB             | 24         | 2          |                 | -               | -               |                    | -                  | -                  |             | -           | -           | 24     | 2      |        |
| 2020-2021       | Leganés          | SD              | 21         | 3          | CR              | 1               | 0               |                    | -                  | -                  |             | -           | -           | 22     | 3      |        |
| Totale carriera | Totale carriera  | Totale carriera | 108        | 9          |                 | 2               | 0               |                    | -                  | -                  |             | -           | -           | 110    | 9      |        |